# Stop Thief! (film fra 1901)
 For alternative betydninger, se Stop Thief!. (Se også artikler, som begynder med Stop Thief!)
Stop Thief! er en britisk stumfilm fra 1901 af James Williamson.